# Josef Krejci
Josef Krejci (2 marzo 1911 – ...) è stato un pallamanista austriaco.

## Palmarès

### Olimpiadi
- Argento a Berlino 1936 nella pallamano.